# آلن (ألمانيا)
آلن (بالألمانية: Ahlen) هي بلدية في ألمانيا، تقع في Warendorf (district) ‏، بلغ عدد سكانها 55,280  نسمة وذلك حسب إحصائيات سنة 2011، تبلغ مساحتها 123.14 كيلومتر مربع، رمزها البريدي هو 59227، و59229.

## الموقع
تشترك في الحدود مع:
- درنشتاينفورت
- إنيغرلوه
- زندنهورست
- بيكوم
- Lippetal [الإنجليزية]‏
- هام.

## مدن توأم
المدن التوأم:
- Tempelhof-Schöneberg [الإنجليزية]‏
- تلتو
- بنتزبرغ
- ديفردانج.

## أعلام
- لمياء قدور
- ألكساندر كلفز
- مانفريد آر. شرودر
- كورو توريس